# Ліцей Людовика Великого
Ліцей Людо́вика Великого (фр. Lycée Louis-le-Grand) — державний навчальний заклад, розташований в Парижі, Франція.
Ліцей дає середню і вищу освіту. Ліцей Людовика Великого розташований в самому центрі Латинського кварталу. Заснований в 1563 року орденом єзуїтів і спочатку називався «Клермонський колеж».
Ліцей, відомий високим рівнем освіти як у Франції, так і на міжнародній арені, оточений не менше відомими навчальними закладами, такими як Сорбонна, Колеж де Франс, юридичним факультетом Паризького університету та інститутом географії.
За багатовікову історію ліцею в його стінах навчалися такі відомі люди, як Максиміліан Робесп'єр, Жан-Батист Мольєр,Віктор Гюго, Жорж Помпіду, Жак Ширак та інші.
Навчання в ліцеї безкоштовне, відбір здійснюється на основі конкурсу.
Ліцей розташований біля зупинки паризького метро «Cluny — La Sorbonne».

## Історія

### Колеж єзуїтів
- 1550-1594. Заснований під патронажем Товариства Ісуса.

1550 року Гійом дю Пра, єпископ Клермона, запропонував єзуїтам відкрити коледж в паризькому особняку, який належав єпископу. Для відкриття коледжу дю Пра пожертвував 6 000 ліврів. Проте до 1563 року коледж не мав ліцензії на здійснення освітньої діяльності. Дозвіл та патент короля були отримані коледжем 1 жовтня 1563 року. Тож саме цей день вважається днем офіційного відкриття коледжу.
Коледж швидко розростався, однак на шляху свого розвитку він зустрічав чимало перешкод, пов'язаних з консерватизмом навчання того часу.
Так, основною відмінністю коледжу від інших навчальних закладів, була безкоштовна освіта. Цей факт не міг сподобатися сусіднім навчальним закладам, які звинуватили орден єзуїтів у переманюванні студентів.
З 1564 року ректор Паризького Університету, Жан Прево, не продовжив патент на надання освітніх послуг, внаслідок чого виник великий скандал, за яким спостерігало все королівство.
В очікуванні вирішення спору єзуїти отримали тимчасовий дозвіл на викладання. Процес отримання постійного патенту на освіту затягнувся на 30 років, тому єзуїти протягом 30 років володіли лише тимчасовим дозволом на ведення викладацької діяльності.
- 1594–1618. Заборона.

1594 року на короля Генріха IV було скоєно замах. Стало відомо, що людиною, яка зробила замах на життя короля був Жан Шатель, колишній учень коледжу Клермон. Незважаючи на протести, члени Парламенту Франції поклали відповідальність за замах на орден єзуїтів та Клермонський коледж.
Орден єзуїтів, а разом з ним і коледж були заборонені в межах Франції. Майно було розпродано з торгів.
Проте через 9 років король Франції дозволив єзуїтам здійснювати свою діяльність на території Франції. 1606 року орденові були передані будівлі коледжу під умовою, що вони не будуть використовуватися в освітніх цілях.
Та за якийсь час єзуїти отримують дозвіл читати лекції з теології один раз на тиждень. Нарешті, королівські грамоти від 20 серпня 1610 року підтверджують Коледжу Клермона право надавати будь-який вид освіти. Однак ці грамоти викликають протест Парламенту, переважно за участю членів Паризького Університету, внаслідок чого Парламент в постанові від 22 грудня 1611 року приймає рішення про заборону ордену єзуїтів вести викладацьку діяльність. І лише через три роки, 15 лютого 1618, знову відбулося відкриття коледжу відповідно до королівської грамоти 1610 року.
- 1618–1762. Від коллежа Клермона до Ліцею Людовика Великого.

Починаючи з 1618 року колеж Клермона набирав дедалі більшого авторитету й ваги в професорських колах. Про зростання ролі ліцею свідчить той факт, що 1682 року колеж під свій патронат бере сам Король Сонце, й таким чином колеж отримує своє друге ім'я: Ліцей Людовика Великого.
До теперішнього часу коледж не визнається Паризьким Університетом як навчальний заклад, однак це не завадило ліцею випустити за всю історію свого існування близько 3 000 учнів, серед яких чимало видатних діячів французької культури.
- 1700-1873 : Молодіжна школа мов при ліцеї Людовика Великого.

1669 року Кольбером була заснована Молодіжна школа мов, яка готувала перекладачів з турецької, арабської та перської мов. 1700 року ця школа була приєднана до Клермонського колежу, проте 1873 року школу мов підпорядкували Спеціальній школі східних мов, що була заснована 1795 року. Сьогодні — це Національний інститут мов і цивілізацій Сходу.

### Адміністративний центр Паризького Університету
1762 року внаслідок банкрутства батька Лавалетта, керівника Університету, орден єзуїтів, як поручитель Університету, був змушений розплачуватися за його борги. Однак вже 3 травня 1762 року ліцей Людовика Великого одержує повідомлення про банкрутство та змушений звільнити всіх викладачів та учнів.
З 21 листопада 1763 року в будівлі ліцею розташовується адміністративний корпус Паризького Університету.
Король Людовик XV стає другим засновником ліцею. Відтепер на дверях ліцею висічені зображення Людовика XIV та Людовика XV, а також на офіційній печатці ліцею зображена королівська символіка: золота лілія на блакитному тлі.
Новий засновник наважується на справжню революцію в світі освіти. Він влаштовує конкурс на заміщення посади викладачів, який триває з жовтня по грудень 1766 року. Після чого засновує в стінах ліцею вищий навчальний заклад, який здійснює підготовку викладачів.
З 1770 року в ліцеї було засновано бібліотеку. Її створення було розпочато ректором ліцею Жаном—Габріелем Петі де Монтанпуї (Jean-Gabriel Petit de Montempuis). У майбутньому ця бібліотека стане основою Бібліотеки Сорбонни.
Дванадцятирічна боротьба проти ліцею посадовців Паризького університету, які зокрема не бажали зайвої конкуренції, завершилася 1778 року. Ліцей здобув до себе прихильне ставлення громадськості, що видно зі зростання кількості учнів у подальші роки: 465 у 1781 році, 494 у 1788 й нарешті 550 учнів у 1789 році.
У ці часи учні залишалися в ліцеї на весь термін навчання: після бакалавреату вони мали можливість вибрати підготовку до кар'єри викладача або написання дисертації. За галузями знання це могли бути студії медицини, права або теології. Так юний Робесп'єр поступив до ліцею у віці 9 років й закінчив його 23-річним з дипломом адвоката та особливою премією в 600 ліврів за блискучі успіхи в навчанні.

### Ліцей з 1790 року
Починаючи з 1790 року, внаслідок революцій та військових дій, багато з викладачів та учнів ліцею були призвані на військову службу.
1792 року ліцей Людовика Великого перейменовано в Коллежд Рівності (Collège Égalité). З 1792 по 1794 роки в його стінах розташовуються гарнізони приблизно з трьох тисяч солдатів. Потім ліцей перетворюється на в'язницю для політичних в'язнів, де жертви періоду Терору очікують своєї страти.
1800 року коледж знову змінює назву, тепер він називається Паризький колеж. Його засновником виступає Наполеон Бонапарт. 1802 року, за пропозицією міністра внутрішніх справ Жана-Антуана Шапталя колеж перейменовують в Паризький ліцей, а з 1805 року він носить назву Імператорського ліцею. 1823 року бібліотеку ліцею було вирішено перевести до Сорбонни, де вона зберігається й досі.
Події 1848 року спочатку усувають з назви ліцею прикметник «Імператорський», потім знову додають його. За недовгий час існування Республіки і учні, і викладацький склад просять перейменувати установу в Національний ліцей, однак влада Республіки віддає перевагу назві Ліцей Декарта.
1849 року ліцей знову перейменовують. Тепер він знову називається ліцей Людовика Великого. Під час Другої імперії ліцей називається Імператорський ліцей Людовика Великого.
З 1870 року муніципальна влада перейменувала ліцей у Ліцей Декарта, ця назва проіснувала до 1873 року. Остаточно ліцей став називатися Ліцеєм Людовика Великого з березня 1873 року.

## Ліцей сьогодні
1995 року була проведена робота з реконструкції ліцею, внаслідок якої, він набув свого сьогоднішнього вигляду.
Ліцей щорічно приймає 1800 учнів. Наукові підготовчі класи об'єднують близько 60 % учнів, в той час як в літературних підготовчих класах навчається 25 % учнів, 15 % учнів навчається на комерційних підготовчих класах. У ліцеї також проходять навчання близько 10 % іноземних учнів.
При ліцеї є інтернат, який може прийняти 339 учнів.

## Галерея

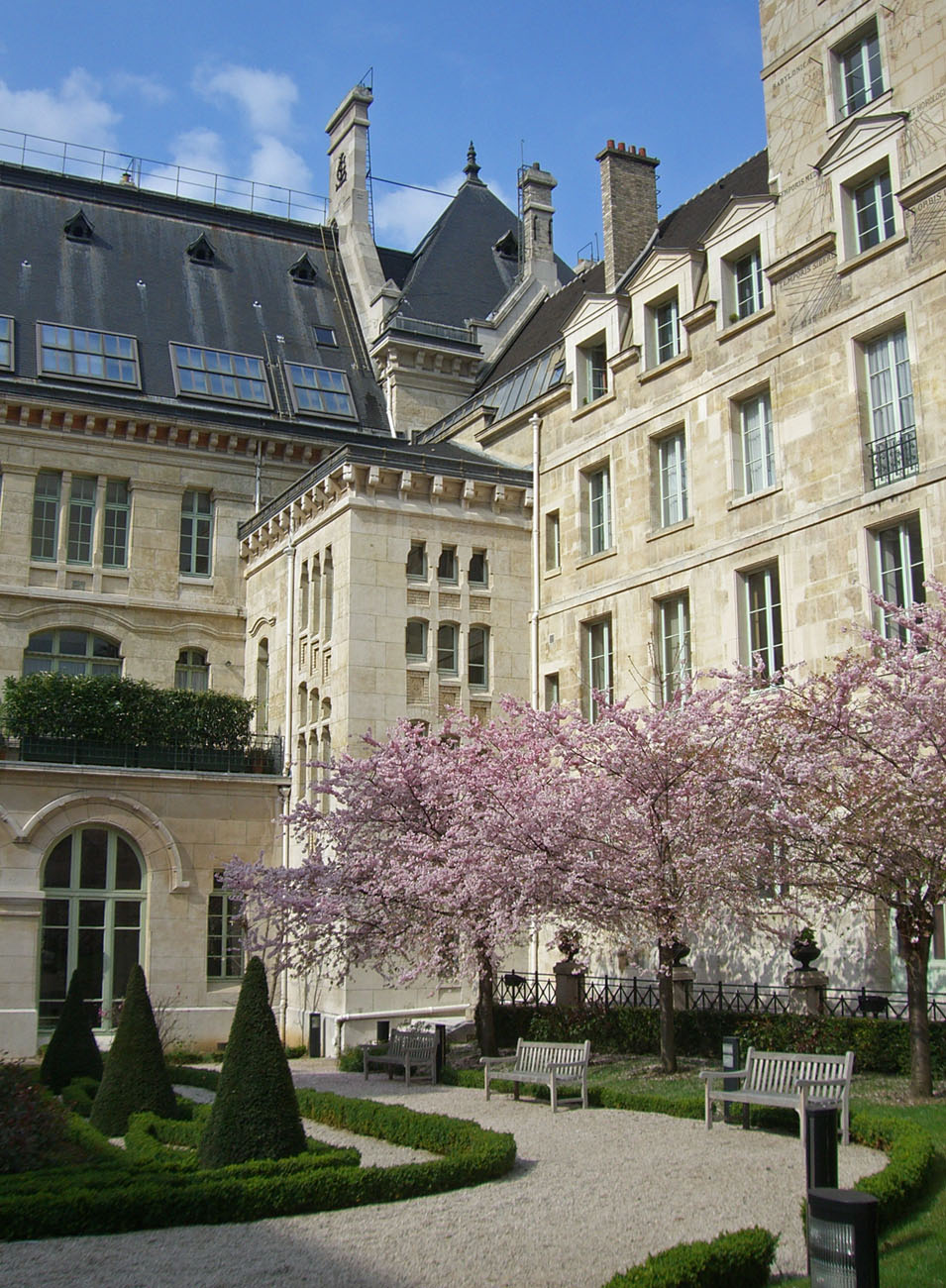
Двір ліцею
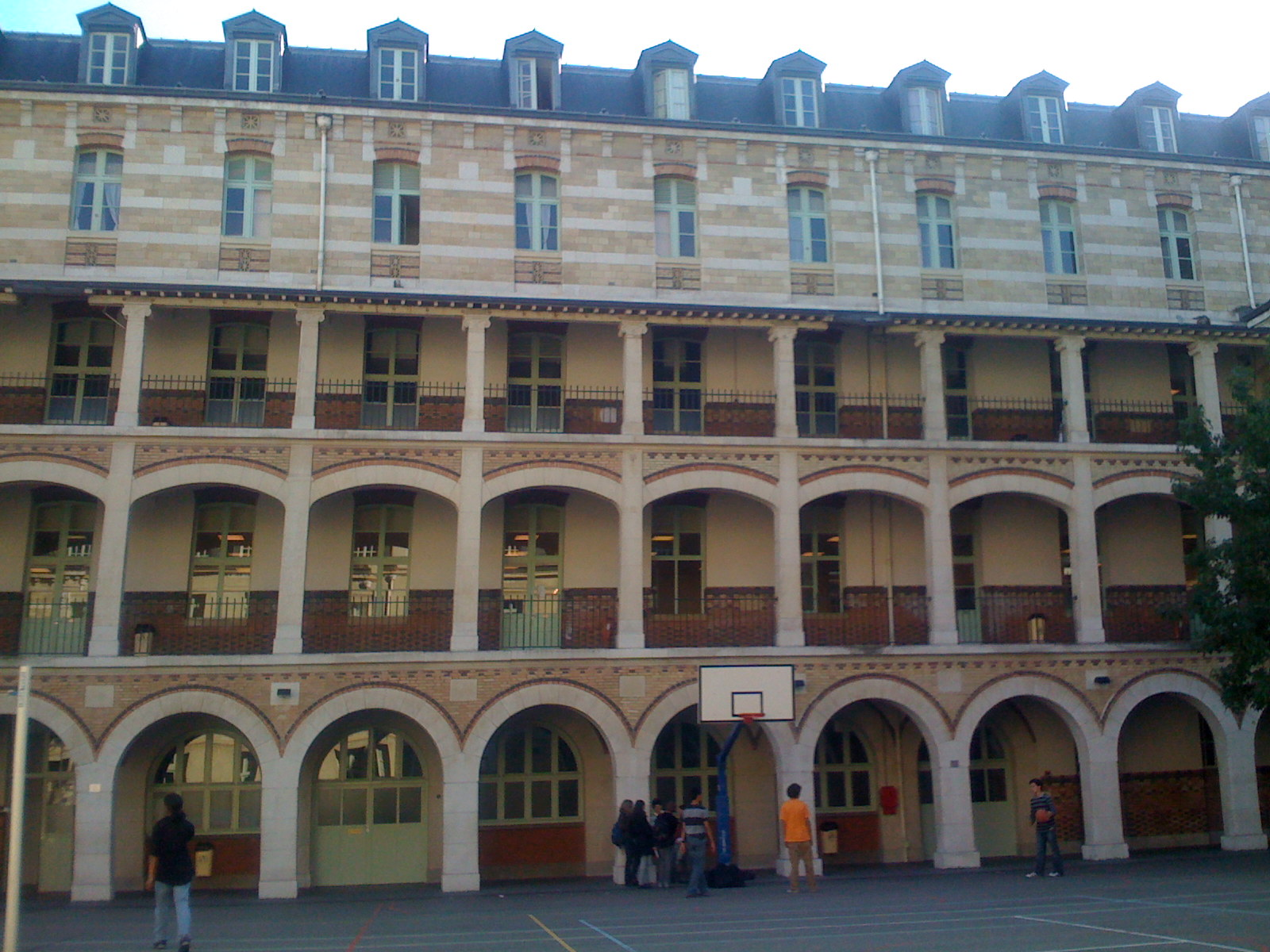
Двір Віктора Гюго
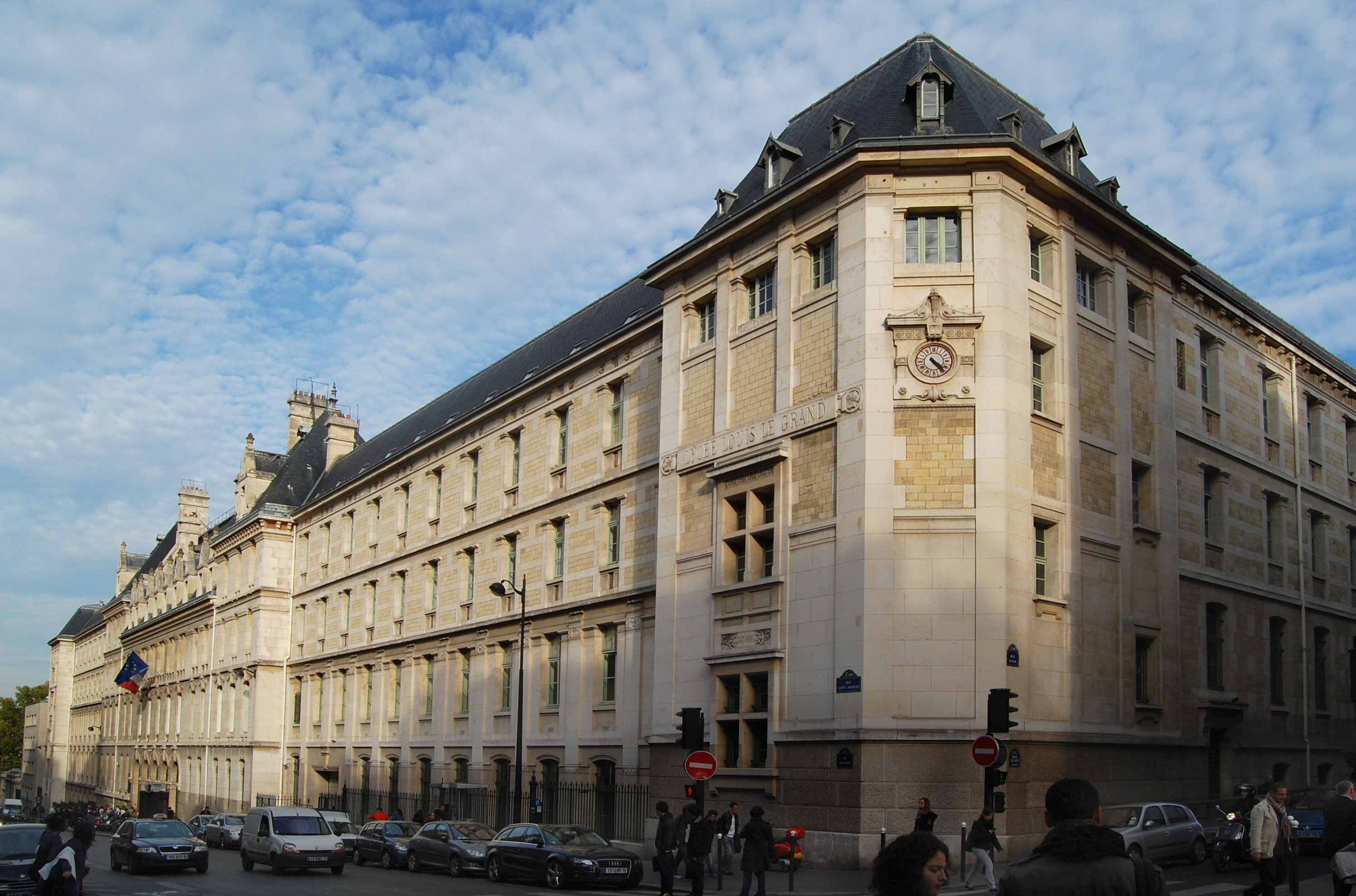
Ліцей Людовика Великого
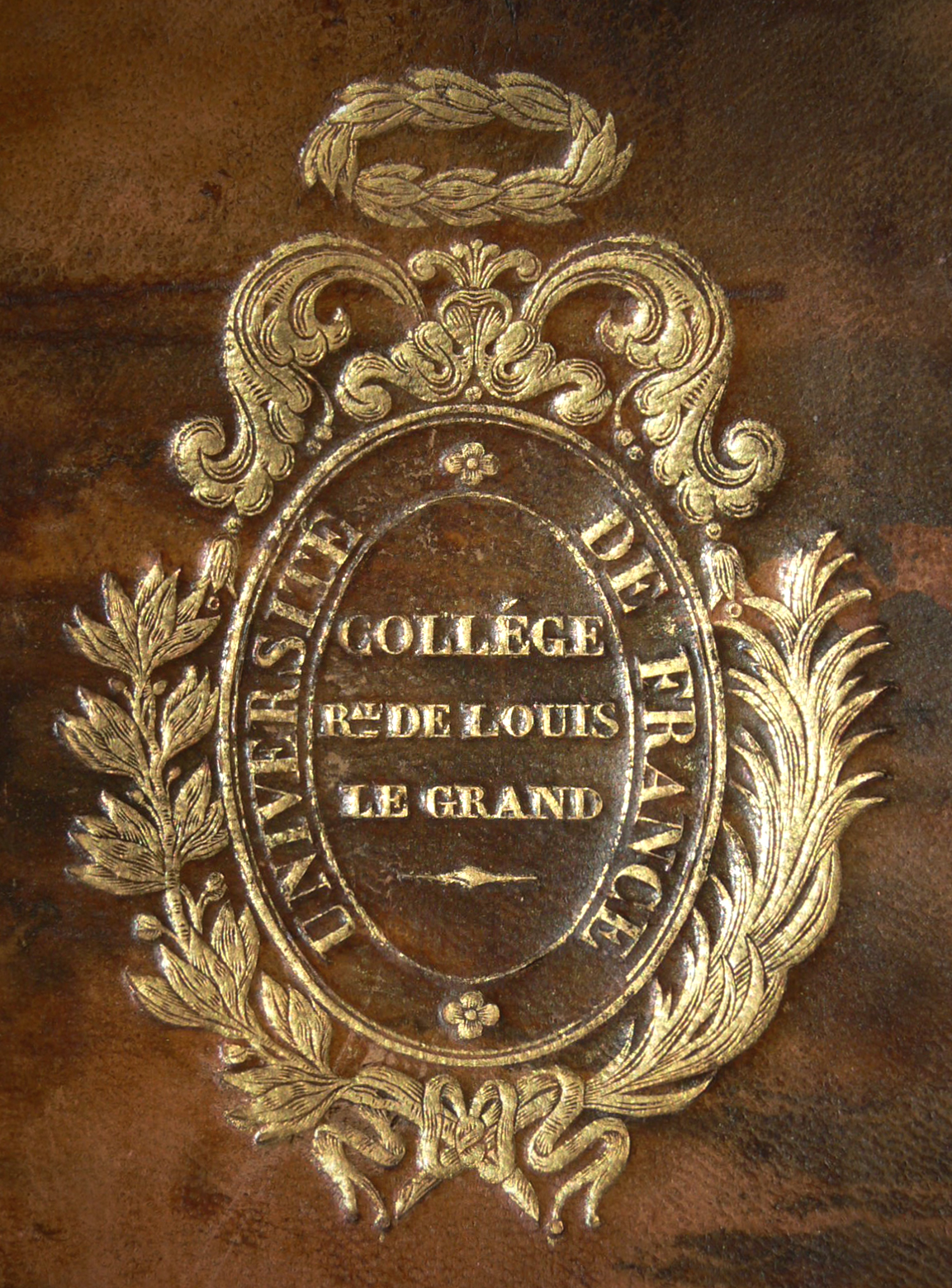
Герб Ліцею Людовика Великого